# Чай TWG
TWG Tea — це сінгапурська мережа розкішних чайних та однойменний бренд чаю. Бренд був заснований у 2008 році як дочірня компанія сінгапурської компанії The Wellness Group, від якої походить акронім TWG.  Компанія продає понад 1000 сумішей чаю в більш ніж 70 бутиках та салонах в Азії, Європі, на Близькому Сході та в Північній Америці. 

## Продукти

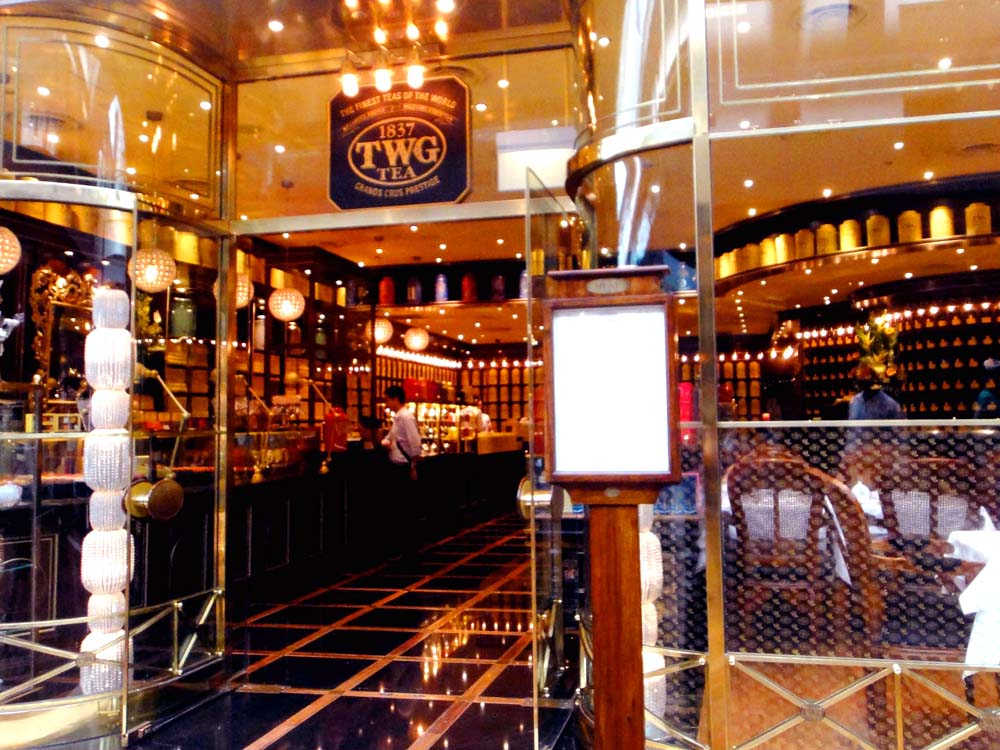
Бутік TWG у Марина Бей Сендс, Сінгапур

TWG Tea продає понад 1000 сортів чаю, які закуповує в 47 країнах світу.  Продукція компанії продається в 42 країнах. На логотипі компанії зображено рік 1837, який є посиланням на заснування Сінгапурської торгової палати. 